# Дарь, Макс
Макс Дарь (швед. Max Darj; род. 27 сентября 1991, Гётеборг) — шведский гандболист, выступает за гандбольный клуб «Фюксе Берлин» и сборную Швеции по гандболу. Серебряный призёр чемпионата мира 2021 года, чемпион Европы 2022 года, призёр чемпионатов Европы 2018 и 2024 годов. Участник двух летних Олимпийских игр 2020 и 2024 годов.

## Карьера

### Клубная
Макс Дарь начал свою карьеру в возрасте 12 лет. В 2009 году перешел в шведский клуб первого дивизиона «Алингсос». В 2010 году дебютировал в первом дивизионе против Швеции в матче против «Хаммарбю», а также провел свой первый матч в Лиге чемпионов. В 2011 году стал капитаном в шведском клубе и выиграл чемпионат Швеции в 2014 году. В сезоне 2016/17 годов был признан лучшим защитником шведской лиги.
В сезоне 2017/18 годов перешел в немецкий клуб Бундеслиги «Бергишер». Дарь был выбран лучшим гандболистом Швеции в сезоне 2018/19 годов.
С сезона 2022/23 выступает за немецкий клуб «Фюксе Берлин». С этой командой выиграл Лигу Европы КВЧ 2022/23 годов.

### Международная карьера в сборной
В составе сборной Швеции Дарь стал серебряным призёром чемпионата Европы 2018 года. На чемпионате мира 2021 года выиграл серебряную медаль в составе национальной команды.
На летних Олимпийских играх 2020 года, в составе Швеции дошёл до четвертьфинала, где сборная уступила Испании 33:34.
Сыграл за сборную на чемпионате Европы 2022 года. В финале шведы победили испанцев и стали чемпионами Европы. Сыграл пять матчей и забил шесть голов. В 2024 году завоевал бронзовую медаль чемпионата Европы в Германии, сыграл все девять матчей и забил 22 гола.
В августе 2024 года был включён в состав Швеции на Олимпийский турнир по гандболу. Сборная Швеции уступила в четвертьфинале сборной Дании 31:32, а игроки команды завершили участие в турнире.